# John L. Harmer
John Loren Harmer (Salt Lake City, 28 de abril de 1934) é um político dos Estados Unidos, membro do Partido Republicano. Foi senador estadual da Califórnia entre 1966 até 1974 e vice-governador do estado entre 1974 a 1975. Em 1974, foi derrotado em sua tentativa de concorrer a reeleição como vice-governador. Também foi derrotado na eleição para o senado federal em 1976. Atualmente reside em Bountiful, Utah e é o vice-presidente da Geely Estados Unidos.